# Pont-Remy
Pont-Remy é uma comuna francesa na região administrativa de Altos da França, no departamento de Somme. Estende-se por uma área de 9,93 km². Em 2010 a comuna tinha 1 486 habitantes (densidade: 149,6 hab./km²).